# Drosanthemum strictifolium
Drosanthemum strictifolium är en isörtsväxtart som beskrevs av L. Bol. Drosanthemum strictifolium ingår i släktet Drosanthemum och familjen isörtsväxter. Inga underarter finns listade i Catalogue of Life.